# Hypodryas aestia
Hypodryas aestia är en fjärilsart som beskrevs av Bois-reymond 1931. Hypodryas aestia ingår i släktet Hypodryas och familjen praktfjärilar. Inga underarter finns listade i Catalogue of Life.